# Giovanni Villani

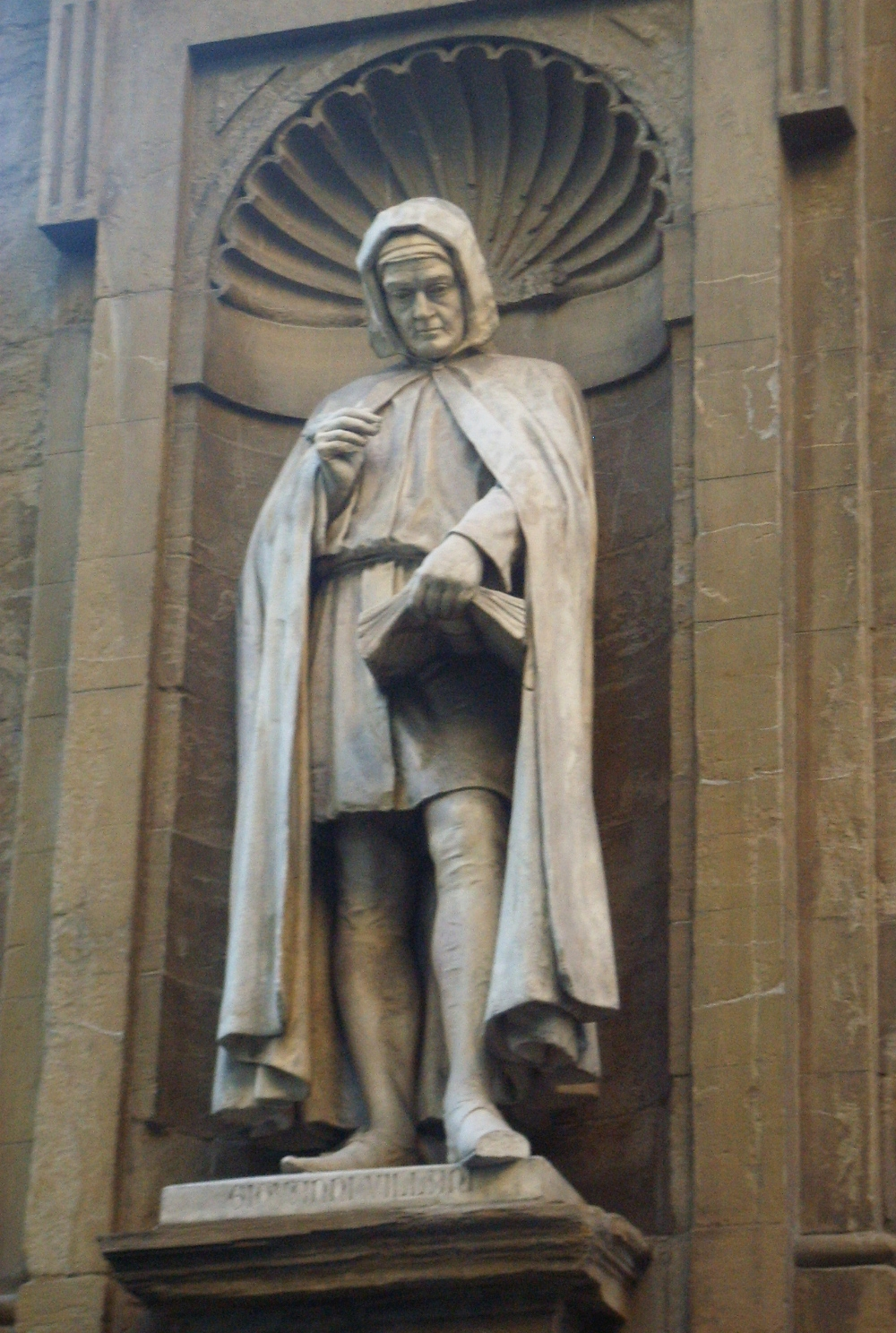
Giovanni Villani.

Giovanni Villani, född omkring 1280 i Florens, död där 1348 i pesten, var en italiensk krönikeskrivare.
Villani var köpman och innehade en mängd förtroendeposter i sin hemstad, bland annat som myntmästare (1317) och förhandlare om förvärvet av herraväldet över Lucca (1339 och 1341). Vid jubelfesten i Rom 1300 fattade han beslutet att bidra till sin fädernestads ära genom ett verk, som efterliknade de gamla klassikernas. Det blev Istorie fiorentine, en framställning av Florens historia från äldsta tider till hans egen, skriven i guelfisk anda, i en enkel och osökt stil, vad språket angår ett mönster av 1300-talets italienska. Villanis bror Matteo fortsatte verket med 11 böcker till sin död, 1363. Matteos son, Filippo, avslutade krönikan med en litterärt konstrikare, men rent historiskt mindre värdefull framställning av händelserna fram till år 1365. Som författad av med händelserna samtida, i det stora hela sanningsenliga, män, är bröderna Villanis krönika en av de viktigaste källskrifterna för Italiens medeltidshistoria. Särskilt Giovanni Villani skildrar vad han sett och hört med den praktiske affärsmannens saklighet och ett livligt sinnes rättframma åskådlighet. Krönikan trycktes första gången 1537 och har sedermera omtryckts flera gånger, bland annat av Muratori 1728, av Ignazio Moutier 1826 och i Turin 1879; ett urval på engelska utgavs 1896 av Rose E. Selfe. 